# François Kemlin
François Kemlin, soms Kemelin (Rambervillers, 19 februari 1784 - Trévoux, 6 juli 1855) was een Frans-Belgisch chemisch ingenieur die aan de basis lag van de kristalfabriek Val-Saint-Lambert.

## Loopbaan
De Elzasser werd in 1802 gerekruteerd door Aimé-Gabriel d'Artigues voor het laboratorium van de kristalfabriek Saint-Louis en werd datzelfde jaar nog meegenomen naar een nieuw project in het Belgische Vonêche. Nadat d'Artigues in 1816 vertrok naar Baccarat om er een nieuwe vestiging te openen, werd Kemlin fabrieksdirecteur van Vonêche. Hij beheerde de zaken met een minimum aan investeringen. Vanwege schulden verkocht d'Artigues Baccarat in 1822 en ging hij meer en meer rentenieren, terwijl zijn rechterhand Kemlin de zaken waarnam. Constaterend dat er te weinig toekomst was en dat de uittocht van glazeniers naar Baccarat voortging, bood hij in 1825 aan Vonêche voor een half miljoen frank over te nemen van d'Artigues. Na diens weigering vertrok Kemlin met ingenieur Auguste Lelièvre en een honderdtal arbeiders naar Seraing om er Val-Saint-Lambert op te richten. De zaak kwam tot grote bloei en trok nog vele tientallen glazeniers uit Vonêche aan. Kemlin was twaalf jaar directeur van Val-Saint-Lambert tot hij in 1838 wegging na een geschil met de financiers.
Kemlin, die zich in 1830 tot Belg had laten naturaliseren, richtte zich op nieuwe projecten. In Sainte-Marie-d'Oignies, grondgebied Aiseau-Presles, richtte hij de eerste ijsfabriek van het land op. In Vedrin exploiteerde hij een loodmijn, waarbij hij ook het pyriet won om te gebruiken in een fabricageprocédé van zwavelzuur dat hij op punt stelde.
Na zijn beroepsleven ging Kemlin in het Franse Trévoux wonen, vanwaar zijn vrouw afkomstig was. Hij wordt beschouwd als een pionier van de Belgische chemische industrie.